# Snyderville
Snyderville è un census-designated place (CDP) degli Stati Uniti d'America, situato nello Stato dello Utah, nella contea di Summit. Secondo il censimento del 2020 gli abitanti di Snyderville ammontavano a 6 744.